# Édouard Belin
Pour les articles homonymes, voir Belin.
Édouard Belin, né le 5 mars 1876 à Vesoul (Haute-Saône) et mort le 4 mars 1963 à Territet (Canton de Vaud, Suisse), est un ingénieur français, inventeur du bélinographe, système de transmission à distance des photographies en usage dans la presse des années 1930 à son remplacement par la transmission de fichiers numériques cinquante ans plus tard.
La société Édouard Belin, installée à Rueil-Malmaison, a produit des appareillages techniques et de laboratoire.

## Biographie

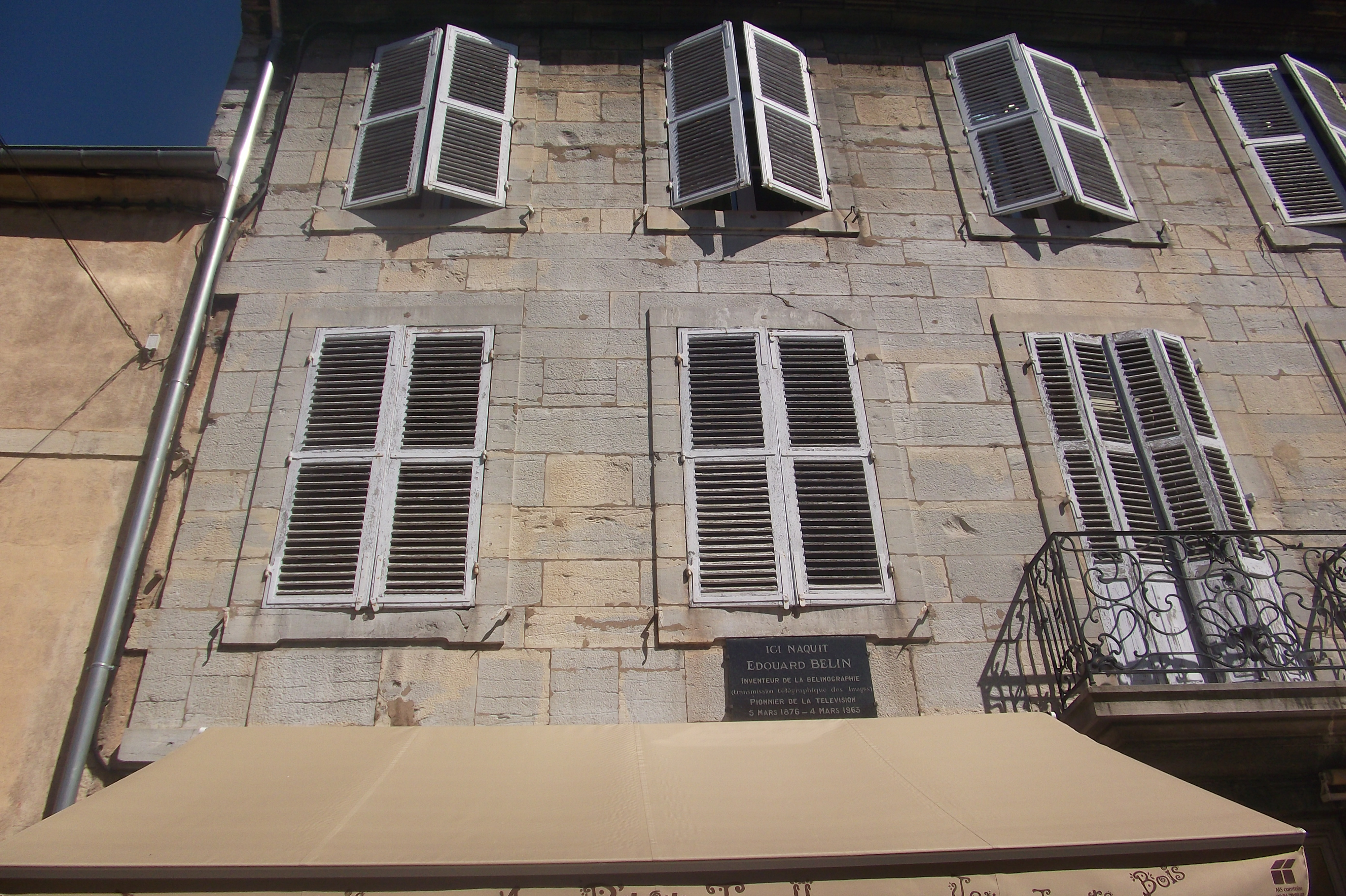
La maison natale d'Édouard Belin à Vesoul.

### Enfance à Vesoul
Édouard Belin naît et grandit au 27, rue du Breuil à Vesoul, préfecture de la Haute-Saône. Son père est magistrat ; sa famille le destine à une carrière juridique, mais il s'intéresse à la mécanique et aux techniques de l'image.

### Études à Dijon puis à Vienne
Ayant suivi son père nommé à Dijon, il étudie au lycée de la capitale bourguignonne jusqu'au baccalauréat, en 1894. La même année, à l'âge de 18 ans, il fait breveter un appareil photographique, l'opisthénographe, qui permet de prendre des photographies à l'insu de sujets placés sur sa droite et ainsi « de portraiturer de gracieuses jeunes filles, à la sortie de la messe par exemple, sans les effaroucher et sans alarmer leurs mamans ». Licencié en droit à Dijon en 1897, il part étudier jusqu'en 1899 à l'École impériale et royale des Arts graphiques (de) de Vienne (Autriche), la plus ancienne école d'État qui enseigne la photographie depuis 1888.

### Travaux en France

#### Travaux sur la transmission des images
De retour en France, il perfectionne ses connaissances en photographie auprès de photographes de renom. À Vesoul, il poursuit avec son frère Marcel des recherches sur la transmission instantanée des images. En 1900, il publie son Manuel pratique de photographie au charbon. Dans un mémoire de 1902, Le problème de la transmission à distance des images réelles en un temps négligeable et par voies purement physiques : le télégraphoscope, il indique que dès août 1896, à la suite de la présentation du cinématographe Lumière, il envisage la télévision, grâce à un système couplant un cinématographe enregistreur et un cinématographe projeteur.
Il se marie en 1905 et devient administrateur délégué des Imprimeries Réunies à Nancy.
Son premier appareil est annoncé en décembre 1907 sous le nom de "télégraphoscope".

#### Invention du bélinographe

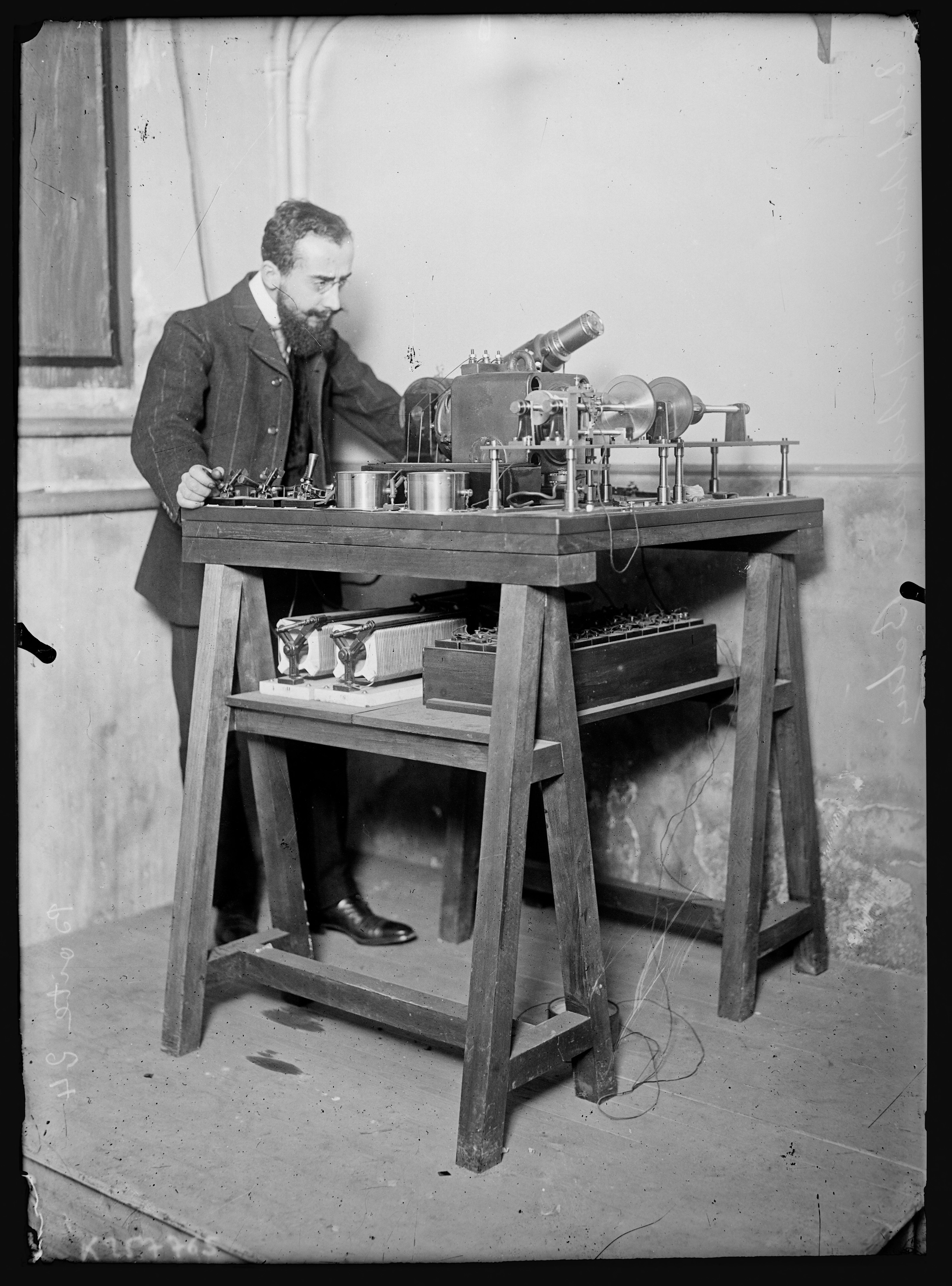
Édouard Belin dans son laboratoire en 1907.

Il mène ses recherches dans une cave de l'immeuble où se trouve le siège de la Société française de photographie. Il convainc les services télégraphiques de mettre à sa disposition pendant la nuit leurs lignes reliant Paris, Lyon, Bordeaux, soit un circuit de 1 717 km. En 1907, il construit le « bélinographe », un instrument capable de transmettre des images photographiques à distance par l'électricité. Cet appareil utilise pour l'analyse le procédé de l'Américain Noah Steiner Amstutz, basé sur un tirage photographique spécial, et pour la synchronisation celui de l'Allemand Arthur Korn, son concurrent en Europe. En 1913, il met au point un bélinographe portatif, désigné sous le nom de "valise Belin" à l'usage des reporters et dès 1914, une photo du Président Poincaré inaugurant la Foire-Exposition de Lyon est transmise par « bélinogramme » sur une liaison téléphonique. Cette photo sera publiée par un quotidien parisien en avril 1914.
On réalise un tirage photographique particulier, sur lequel les parties sombres sont légèrement en relief. On place cette épreuve sur un cylindre qui tourne. Un palpeur mu par une vis sans fin la parcourt, ligne après ligne, et agit sur un rhéostat pour convertir le relief en tension électrique. Ce signal électrique peut se transmettre sur le réseau téléphonique. Dans le récepteur une source lumineuse d'intensité modulée par le signal, se déplaçant sur une vis sans fin, impressionne une ligne hélicoïdale sur un papier photographique qui tourne sur un cylindre. Si l'on parvient à synchroniser les mouvements de l'émetteur et du récepteur, le système reproduit l'image.

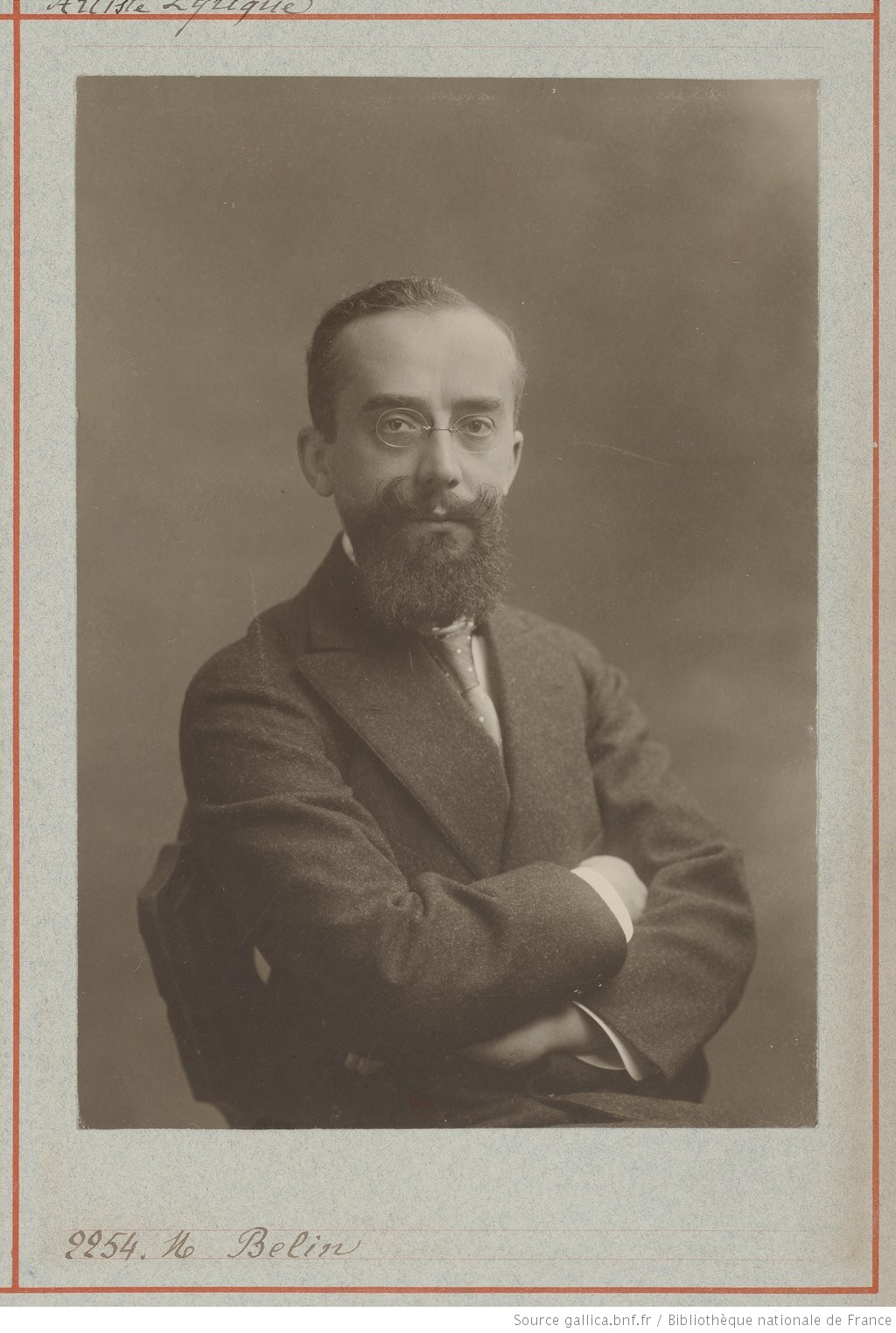
Portrait d'Édouard Belin

Son procédé traverse l'Atlantique et le 14 novembre 1920, une transmission est réalisée avec succès aux États-Unis.
Il perfectionne son procédé en 1921. L'appareil utilise désormais une cellule photoélectrique, et peut transmettre à partir d'un négatif photographique ou d'un tirage normal. Il transforme le signal en modulation de fréquence d'une sous-porteuse, de façon qu'il soit capable de transmettre les images par ondes radio. Le fac-similé d'un texte manuscrit d'Aristide Briand est envoyé le 5 août 1921 de la ville d'Annapolis jusqu'à l'usine Belin de Rueil-Malmaison.
Quelques années plus tard, Belin réalise une liaison par son procédé entre les villes de Pékin et Shenyang (appelée alors Mukden).
Belin a également mis au point une horloge parlante.

#### Les Établissements Édouard-Belin
Les Établissements Édouard-Belin, installés à Rueil-Malmaison en 1911 au no 296, avenue Napoléon-Bonaparte[réf. souhaitée], fabriquent des appareils destinés à l'industrie.
Les Établissements Édouard-Belin construisent, en 1923, la pompe à vide de Fernand Holweck, qui permet la réalisation de tubes électroniques de forte puissance en conservant le vide intérieur malgré la sublimation du métal des électrodes. La collaboration avec Holweck se poursuivra pour les expériences de télévision.
En 1925, la société Édouard Belin dépose la marque Télétype premières photos en demi-teinte transmises par T.S.F.
En 1926-1927, Édouard Belin travaille à un système de télévision mécanique à miroirs. Il réalise avec Holweck une expérience, basée sur une roue à miroirs de type "roue de Weiller" afin de vérifier la capacité de l'œil à recevoir des images diffusées à très haute vitesse. Par la suite, il propose un dispositif appelé « bélinoscope », uniquement récepteur, destiné à imprimer des images qui seraient diffusées par radio en même temps et pour accompagner les programmes : cette expérience est soutenue par l'Association française de télévision jusqu'en 1932.
En 1936, la société dépose des brevets, en collaboration avec Holweck, pour une horloge à diapason et un chronographe à cylindre. Ces instruments permettent une référence temporelle stable, utilisée à l'époque en télécommunications et en astronomie. En 1950, la société remplacera, comme les autres, ses horloges à diapason par des horloges à quartz.
La société Édouard Belin a été absorbée par Schlumberger au début des années 1960.
Édouard Belin a été président de la Société française de photographie.

### Décès en Suisse
Le 4 mars 1963, à la veille de son 87e anniversaire, Édouard Belin décède en Suisse, à Territet (Canton de Vaud).

## Hommages
Lauréat de l'Académie des Sciences, de l'Académie des Sciences morales et politiques, grand prix de la Société des Ingénieurs civils de France, en 1951 Édouard Belin est nommé Grand Officier dans l'ordre national de la Légion d'honneur et Citoyen d'honneur de la Ville de Vesoul.
Le 7 avril 1951, Édouard Belin est nommé Citoyen d'honneur de sa ville natale Vesoul.
Le nom d'Édouard Belin a été donné :
à des institutions
- un lycée de Vesoul[14] ;
- un réseau de télécommunications haut-débit universitaire, mis en place en Franche-Comté et piloté par le Conseil régional[15],[16].
- un institut international des systèmes d'information de santé et de télémédecine, localisé en Franche-Comté[17]

à des voies publiques
- des rues et avenues en France : à Besançon, Belfort, Béziers, Brest, Compiègne, Laudun-l'Ardoise, Le Mans, Les Clayes-sous-Bois, Les Sables-d'Olonne, Metz, Perpignan, Rueil-Malmaison, Saint-Ouen-l'Aumône, Toulouse, Vesoul.

- une rue en Belgique : à Mont-Saint-Guibert (Brabant), dans la section de Corbais

La Poste française a émis un timbre à son effigie le 26 juin 1972.

## Publications
- Les paysages artistiques. La retouche des clichés de paysages, Dijon, F. Rey, 1899, 1 vol. (paginé 81-82 & 133-140).
- Manuel pratique de photographie au charbon, Gauthier-Villars, Paris, 1900, 90 p.
- Précis de photographie générale, à l'usage des amateurs et des professionnels, Paris, Gauthier-Villars, 1905
  - Tome 1 - Généralités. Opérations photographiques, 242 p.
  - Tome II - Applications scientifiques et industrielles, 242 p.